# Rolls-Royce BR700
La serie Rolls-Royce BR700 è una famiglia di motori aeronautici turboventola sviluppati da Rolls-Royce e BMW.
Nel 1990 le due società crearono una joint venture con sede a Dahlewitz, in Germania, con lo scopo di sviluppare e produrre motori jet per business jet e aerei di linea regionali. La società venne completamente posta sotto il controllo della Rolls-Royce nel 2000.

## Storia del progetto

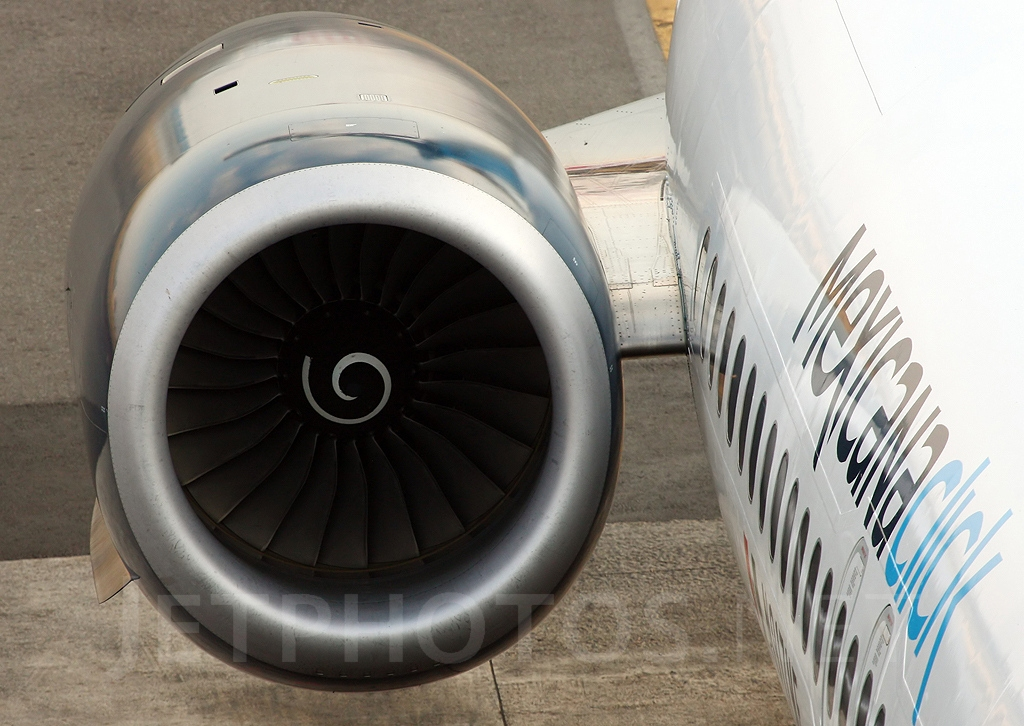
Un BR715 montato su un Boeing 717 della Mexicana Click

Questa famiglia è composta da tre sotto-serie uscite nel corso degli anni.
Il primo motore della serie, il BR710, ha effettuato il primo volo nel novembre del 1995 ed è entrato in servizio dal dicembre 1996. Questo tipo di motore è stato selezionato come power unit del Gulfstream V nel 1997 e del Bombardier Global Express nel 1998. Inoltre una versione modificata è stata scelta per il progetto, poi cancellato, del BAE Systems Nimrod MRA4, un pattugliatore ideato per la Royal Air Force come sostituto del Hawker Siddeley Nimrod.
Nel 1998 venne certificato il primo motore della seconda sotto-serie, il BR715 Questo motore è stato modificato e potenziato rispetto al BR710, e venne impiegato negli aerei regionali. La Boeing usa questi propulsori sui Boeing 717 sin dal 1999.
Il BR725, capostipite della terza sotto-serie, ha ottenuto la certificazione dell'EASA, l'agenzia europea per la sicurezza aerea, nel 2009. È entrato in servizio nel 2012 come propulsore del Gulfstream G650.

## Varianti
BR700-710A1-10
Variante con 65,6 kN di spinta massima al decollo e un diametro massimo di 1820 mm.
BR700-710A2-20
Variante con 65,6 kN di spinta massima al decollo e un diametro massimo di 1820 mm.
BR700-710B3-40
Variante con 69 kN di spinta massima al decollo, versione studiata per BAE Systems Nimrod MRA4.
BR700-710C4-11
Variante con 68,4 kN di spinta massima al decollo e un diametro massimo 1785 mm.
BR700-715A1-30
Variante con 83,23 kN di spinta massima al decollo, versione studiata per equipaggiare il Boeing 717.
BR700-715B1-30
Variante con 89,68 kN di spinta massima al decollo.
BR700-715C1-30
Variante con 95,33 kN di spinta massima al decollo.
BR700-725A1-12
Variante con 71,6 kN di spinta massima al decollo.

## Velivoli utilizzatori
- Bombardier Global Express
- Boeing 717
- Gulfstream V
- Gulfstream G650
- BAE Systems Nimrod MRA4
- Fokker 70
- Fokker 100
- Tupolev Tu-334

## Galleria d'immagini

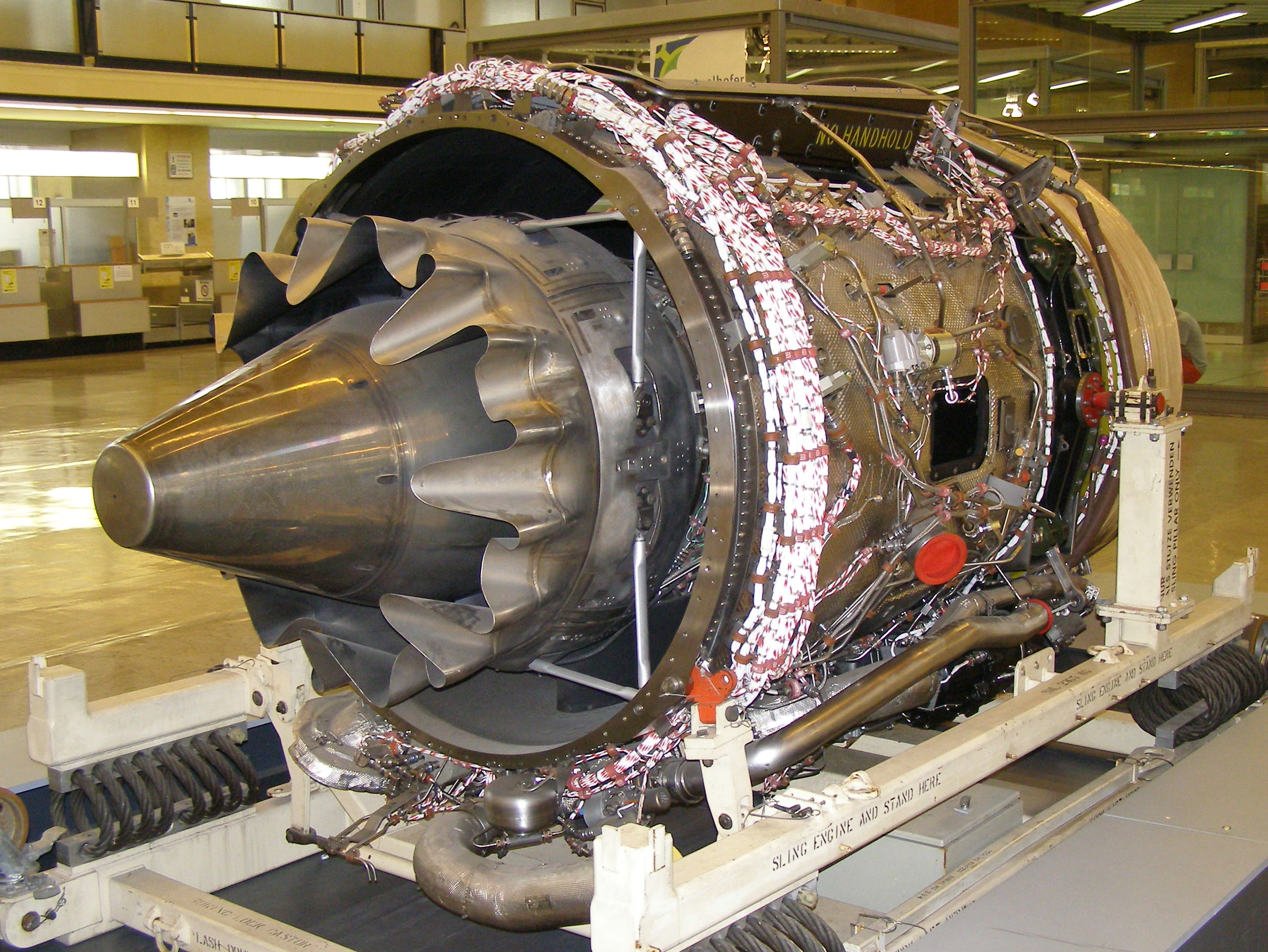
Parte posteriore di un BR710
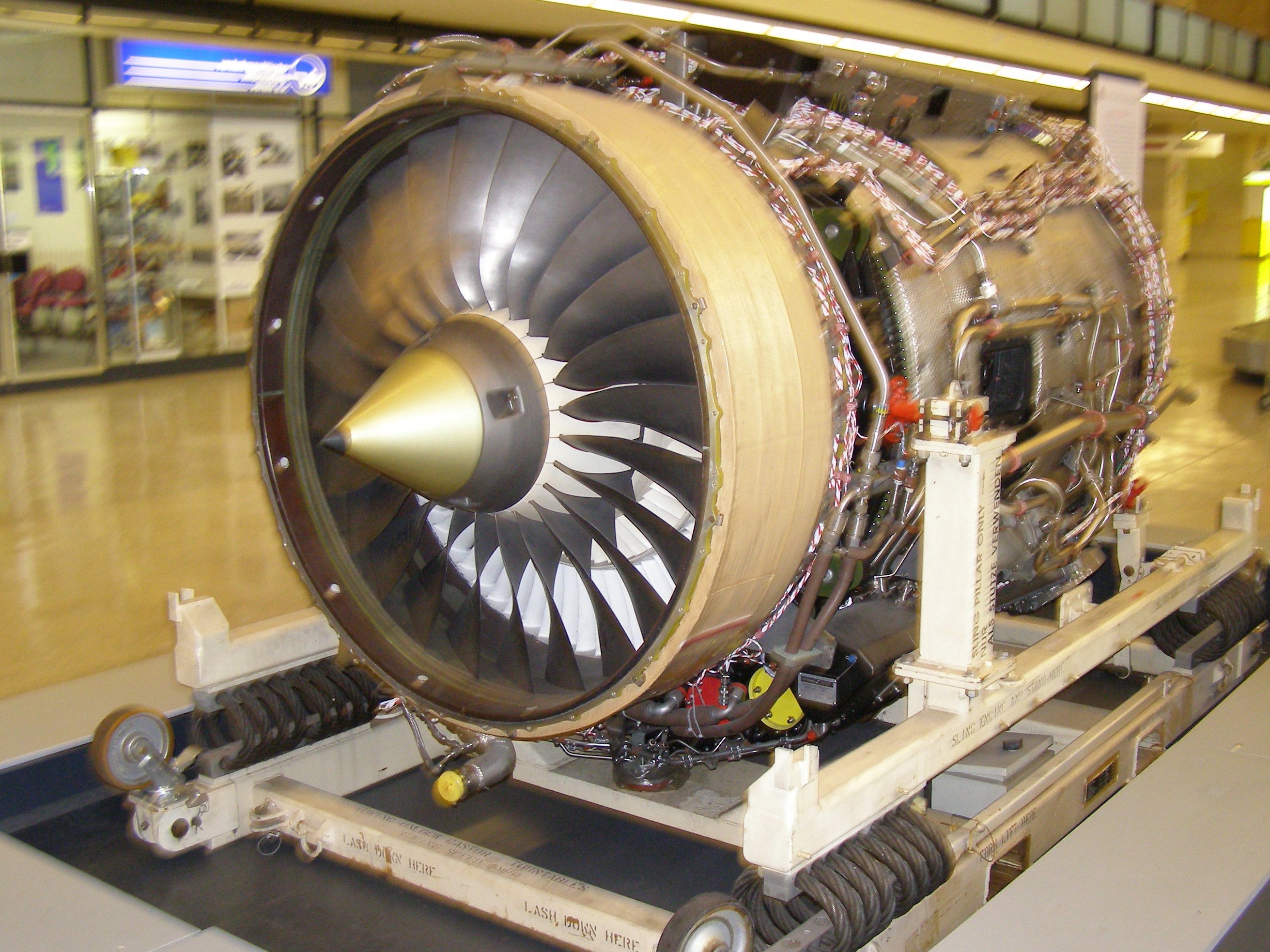
Parte anteriore di un BR710
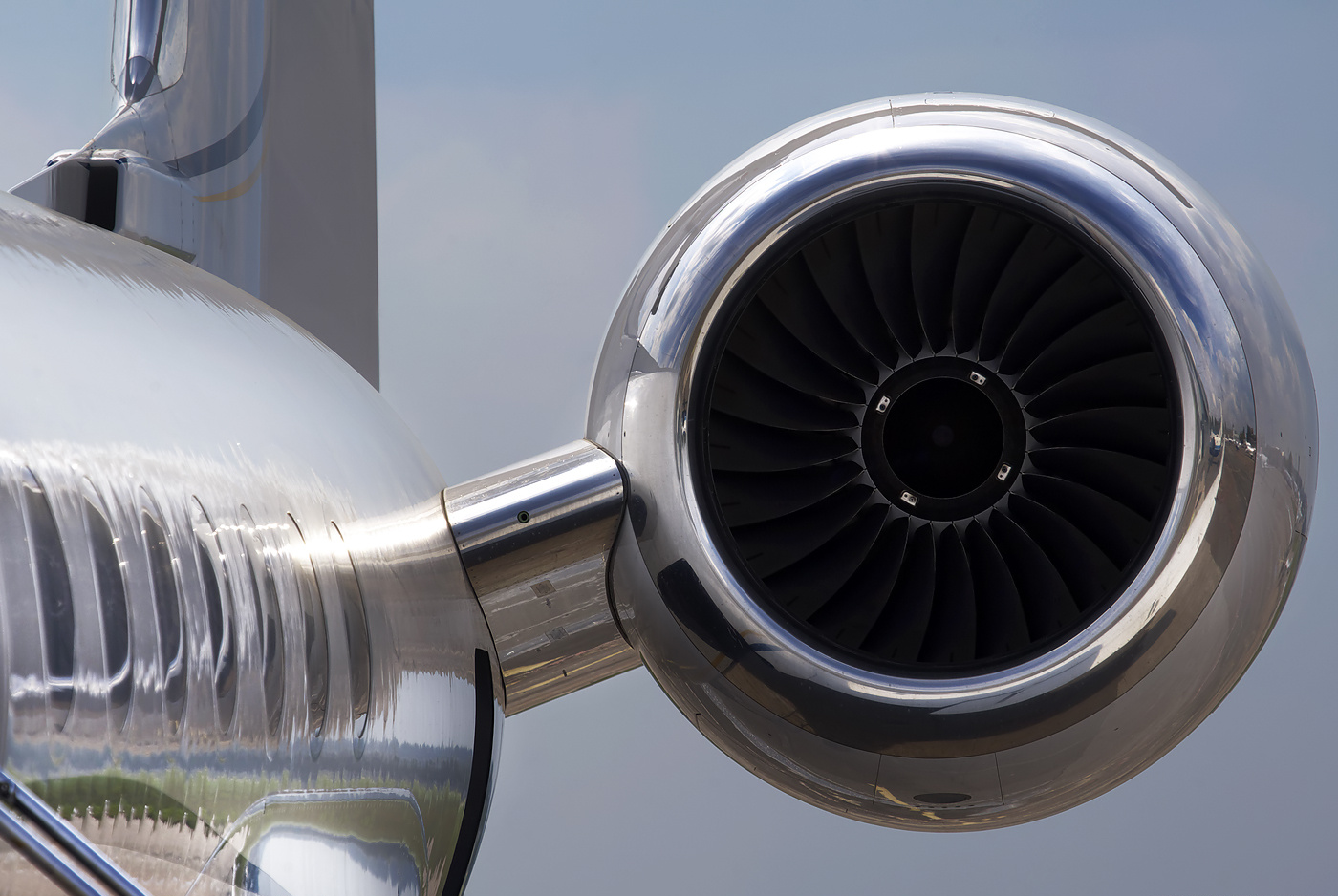
Un BR710 montato su un Gulfstream G550
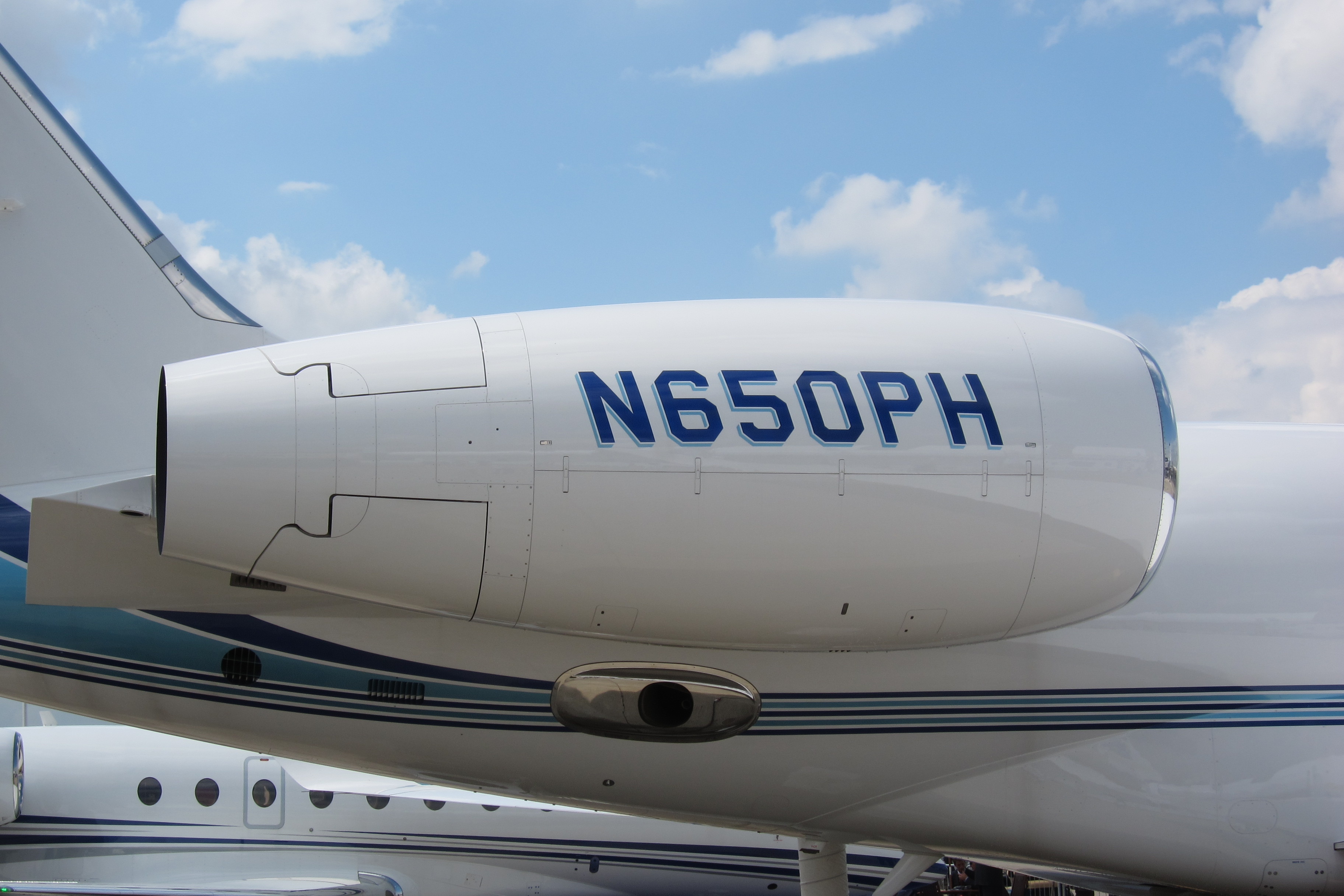
Un BR725 impiegato come propulsore di un Gulfstream G650